# Долгий (Ростовская область)
До́лгий — хутор в Мартыновском районе Ростовской области.
Входит в состав Малоорловского сельского поселения.

## Население
| 2010 |
| ---- |
| 719  |

## Улицы
- ул. Зеленая,
- ул. Клубная,
- пер. Новый,
- пер. Строительный,
- ул. Школьная.